# Vilt
För andra betydelser, se Vilt (olika betydelser).
Vilt är enligt den svenska jaktlagen (1987:259) alla vilda däggdjur och fåglar. Jakt på vilt sker bland annat för att få viltkött. 
Ordet "vilt" har samma innebörd som det tidigare i jaktlagstiftningen använda "villebråd" och avser djur som inte är någons egendom. Med vilt avses inte enbart djur av arter för vilka jakttid är fastställd utan även sådana arter som är fredade under hela jaktåret. Djur som tillhör viltfaunan men som hålls i hägn är att betrakta som vilt i jaktlagstiftningens mening, trots att de inte lever i full frihet.
Det finns mängder av däggdjur och fåglar i Sverige som klassas som vilt enligt jaktlagstiftningen. 63 djur totalt omfattar allt vilt i Sverige varav 33 däggdjur och 30 fågelarter.
Vilt i ordbokens betydelse syftar framförallt på "grupp av villebråd", men även på adverbet vilt, som i "vilt främmande människor", med betydelsen alldeles.